# Ghosthouse
Ghosthouse (Originaltitel: La casa 3 – Ghosthouse) ist ein italienisch-amerikanischer Horrorfilm um eine böse Clownfigur aus dem Jahr 1988. Bei diesem Spukhaus- und Geisterfilm führte Umberto Lenzi unter dem Pseudonym Humphrey Humbert Regie. Das Drehbuch verfasste Cinthia McGavin. Als Produzent wirkte unter dem Deckmantel der 1980 gegründeten Filmproduktionsgesellschaft Filmirage S.r.l. Joe D’Amato mit, der jedoch im Abspann ungenannt bleibt.
Der irreführende Originaltitel La casa 3 lehnt sich in Italien an Sam Raimis Tanz der Teufel und Tanz der Teufel II – Jetzt wird noch mehr getanzt (in Italien als La casa bzw. La casa 2 erschienen) an und gibt vor ein inoffizieller Nachzügler zu sein, wenngleich er es nicht ist. Der Film war von 1989 bis 2014 indiziert gewesen und wurde nach einer Neuprüfung 2016 ungekürzt ab 16 freigegeben.

## Handlung
Scituate, Massachusetts im Mai 1967. Beerdigungsunternehmer und Familienvater Sam Baker bestiehlt heimlich die ihm anvertrauten Toten, noch bevor diese ordentlich bestattet werden. Durch diese Freveltaten eignet er sich allerlei Besitztümer an, darunter auch eine dämonische Clownpuppe, die er seiner erst elfjährigen Tochter Henrietta zum Geschenk macht. Unwissentlich beschwört er so eine Katastrophe herbei. Das Spielzeug eines unbekannten Verstorbenen macht aus dem gewöhnlichen kleinen Mädchen eine besessene, tragische Figur – eine Marionette des Bösen. Sobald eine sonderbare Melodie ertönt, ereignen sich unerklärbare Phänomene im Baker-Haus. Kurz darauf wird das Bestatterehepaar ermordet, die kleine Henrietta wird tot aufgefunden. Das Blutbad bleibt zunächst ungeklärt.
20 Jahre später im benachbarten Boston. Funkamateur und EDV-Fachmann Paul Rogers empfängt mysteriöse Todesschreie von zwei Menschen nebst seltsamer Musik. Auf Drängen seiner besorgten Freundin Martha, einer Studentin, verfolgt er schließlich das Signal zurück. Die Ortung führt die beiden aufs Land zu einem alten leerstehenden Haus. Hier trifft das Pärchen auf einen weiteren Funkamateur namens Jim, der sich hier unerlaubterweise mit seiner pubertierenden Schwester Tina, seinem Bruder Mark und dessen Freundin Susan aufhält. Nach einer kurzen Unterredung versuchen die Anwesenden den Ursprung des Funkspruchs zu ergründen. Derweil kommt es zu weiteren Mysterien; einigen Erholungssuchenden offenbart sich der Geist Henriettas. Schließlich kommt es zu einem weiteren Todesfall, als Jim stirbt.
Am nächsten Tag untersucht die von Paul herbeigerufene Polizei das Unglück. Der ermittelnde Lieutenant Ferguson hält den geistig verwirrten Hausmeister des Anwesens, Valkos, für tatverdächtig und schreibt ihn zur Fahndung aus. Dieser begeht im weiteren Verlauf der Handlung Suizid. Die Gruppe ist nicht gänzlich von der Schuld Valkos’ überzeugt, daher trennt man sich wenig später, um Recherchen aufzunehmen. Während Paul und Martha in Boston Nachforschungen anstellen, bleiben die übrigen Personen aufgrund eines technischen Defekts ihres Wohnmobils im Spukhaus zurück, wo sie nach und nach weiter dezimiert werden.
Irgendwann stößt Paul auf Sam Bakers Geschichte, die im Zusammenhang mit der Clown-Figur steht. Er beschließt die Leiche Henriettas in der Familiengruft zu verbrennen, was ihm auch gelingt – der Fluch scheint gebannt. Martha und Paul verabschieden sich erleichtert von Susan, die als einzige ihrer Gruppe überlebt, und reisen zurück nach Boston.
Dort angekommen entdeckt Martha am Ende des Films zufällig im Schaufenster eines Geschäfts eine Clownpuppe. Die junge Frau ist gelähmt vor Angst. In diesem Moment versucht Paul sie von der gegenüberliegenden Straßenseite zu erreichen, wird jedoch von einem herannahenden Bus erfasst. Martha, die den Vorfall beobachtet, bleibt schockiert zurück.

## Kritiken
Das Lexikon des internationalen Films schrieb der Horrorfilm verarbeite „alle Zutaten des Genres zu einem Potpourri ohne Originalität.“ Zudem sei Ghosthouse „weniger spannend als blutig.“